# Marguerite de Nully
Marguerite de Nully ou Marguerite de Passavant est la fille de Jean de Nully, seigneur de Nully, premier baron de Passavant et maréchal héréditaire d'Achaïe, et d'une sœur de Gautier de Rosières. Elle est l'héritière des baronnies de Passavant et d'Akova, dans la principauté d'Achaïe en Grèce franque.

## Biographie
Étant fille unique et comme son oncle Gautier de Rosières est sans enfant, elle est héritière des baronnies de Passavant et d'Akova, dans la principauté d'Achaïe.
En 1258, son premier mari, Gilbert d'Escors, est tué à la bataille du mont Karydi et elle devient veuve.
En 1261, elle est envoyée comme otage à la cour byzantine de Constantinople, en échange de la libération du prince Guillaume II de Villehardouin et de la plupart de ses nobles, capturés lors de la bataille de Pélagonia en 1259, où elle restera jusqu'en 1275. Durant cette période, la baronnie de Passavant est perdu au profit des Byzantins et son oncle Gautier de Rosières décède vers 1273.
En 1275, lors de son retour en principauté d'Achaïe, elle réclame l'héritage de son oncle qui lui sera refusé car selon la loi féodale achéenne, tout héritier doit présenter sa réclamation au plus tard un an et un jour après le décès du dernier titulaire, sinon le bien était confisqué. À la suite de la captivité de Marguerite, le prince Guillaume avait déjà confisqué la baronnie d'Akova.
Suivant les conseils de ses partisans, elle épouse Jean de Saint-Omer, frère cadet du très influent seigneur de Thèbes, Nicolas II de Saint-Omer, afin de l'aider dans ses revendications.
Les prétentions de Marguerite firent l'objet d'un litige célèbre, qui fut jugé vers 1276 lors d'un parlement tenu à Glarentza, qui se prononça en faveur du prince Guillaume. Afin de trouver une solution honorable à ce litige, Guillaume lui cède néanmoins un tiers de la baronnie d'Akova, soit huit fiefs, tandis que le reste de la baronnie, dont la forteresse d’Akova, devint le fief de la plus jeune des filles du prince, Marguerite de Villehardouin.

## Mariage et enfants
Elle épouse en premières noces Gilbert d'Escors, tué à la bataille du mont Karydi en 1258.
Veuve, elle épouse en secondes noces Jean de Saint-Omer, frère de Nicholas II de Saint-Omer, seigneur de Thèbes, dont elle a un enfant :
- Nicholas III de Saint-Omer.

## Source
- Chronique de Morée
- Antoine Bon, La Morée franque. Recherches historiques, topographiques et archéologiques sur la principauté d’Achaïe, 1969.